# The Glamorous Life
«The Glamorous Life» — песня, сочинённая Принсом и записанная американской певицей Шейла И.
Вышла как 1-й сингл с её дебютного студийного альбома The Glamorous Life, вышедшего в 1984 году. «The Glamorous Life» достиг лучшей десятки в основных хит-парадах США и Голландии и получил номинации на MTV Video Music Awards и Грэмми в 1985 году.

## История
В 1984 году сингл достиг № 7 в американском Billboard Hot 100 (в марте 1985).
«The Glamorous Life» возглавил американский чарт Hot Dance Club Play в 1984 году.
Видеоклип «The Glamorous Life» получил 2 номинацию на Грэмми в категориях Премия «Грэмми» за лучшее женское вокальное поп-исполнение и Grammy Award for Best R&B Song и номинацию MTV Video Music Awards 1985 года в категории Лучшее видео дебютанта.

## Список композиций

### 7" vinyl
Side one
1. «The Glamorous Life» — 3:41

Side two
1. «The Glamorous Life Part II» — 3:12

### 12" vinyl
Side one
1. «The Glamorous Life» (club edit) — 6:33

Side two
1. «The Glamorous Life Part II» — 3:12

## Номинации и награды
| Год  | Номинируемая работа  | Категория                                                  | Результат |
| ---- | -------------------- | ---------------------------------------------------------- | --------- |
| 1985 | «The Glamorous Life» | MTV Video Music Award for Best New Artist                  | Номинация |
| 1985 | «The Glamorous Life» | Премия «Грэмми» за лучшее женское вокальное поп-исполнение | Номинация |

## Чарты
| Страна                               | Высшая позиция |
| ------------------------------------ | -------------- |
| Нидерланды Dutch Top 40              | 2              |
| Великобритания UK Singles Chart      | 76             |
| США US Billboard Hot 100             | 7              |
| США US Billboard Hot Dance Club Play | 1              |
| US Billboard Hot Black Singles       | 9              |